# Synodites franconiaensis
Synodites franconiaensis är en stekelart som först beskrevs av Davis 1897.  Synodites franconiaensis ingår i släktet Synodites och familjen brokparasitsteklar. Inga underarter finns listade i Catalogue of Life.